# Panulia pulverosa
Panulia pulverosa là một loài bướm đêm trong họ Geometridae.